# 조지 H. W. 부시
조지 허버트 워커 부시(영어: George Herbert Walker Bush, 1924년 6월 12일~2018년 11월 30일)는 미국의 41대 대통령(1989~1993)이었다. 대통령으로 지내는 데 대비하여 부시는 텍사스주의 의원(1967~1971), 유엔 주재 미국 대사(1971~1973), 공화당 전국위원회 의장(1973~1974), 미국 국무부 베이징 연락 사무소 소장(1974~1976), 미국 중앙 정보국 국장(1976~1977), 휴스턴에서 퍼스트 인터내셔널 은행 의장(1977~1980)과 로널드 레이건 대통령 아래 43대 부통령(1981~1989)을 지냈다. 훈장을 받은 해군 비행가였던 부시는 대통령을 지내는 데 마지막 제2차 세계 대전 베테랑이다. 부시는 국내와 국외 정책 둘 다에서 자신의 정당한 정책들의 수행과 자신의 외교에 정통한 것으로 알려졌다.
냉전의 최종 세월 동안 그는 공산주의로 지내온 국가들로부터 자유 민주주의가 되는 데 소련과 동구권의 섬세한 전환 동안 미국의 외교 정책을 관리하는 데 책임이 있었다. 그는 국제법과 세계의 합의가 외교 목표 달성의 의미들로서 군사와 전력의 대응을 대체할 "뉴 월드 오더"의 개념을 옹호하였다. 부시 대통령이 사담 후세인 아래 이라크의 쿠웨이트 침공 후에 이라크군을 다시 밀어버리는 데 세계의 제휴를 규합할 때 걸프 전쟁에서 미국의 지휘가 이것을 예시하였다. 1989년 12월 그 정책으로 모순에서 부시 대통령은 국제적 합의 없이 마누엘 노리에가를 권력으로부터 물러나게 하는 데 파나마 침공을 명령내렸다.
국내정책에서 부시의 가장 주목할 만한 주도권은 연방 예산을 청산하는 하는 목적으로 세금 증가들을 위한 지출 통제를 거래한 의회적 민주당원들과 논쟁적 타협인 1990년의 옴니버스 예산 조정 법령이었다. 이 조정은 1988년 미국 대통령 선거 운동이 있는 동안 부시가 "새로운 세금들이 없다"고 약속한 자에게 공화당원들을 화나게 하였다. 부시는 또한 전부에게 유요한 시설과 프로그램들을 마련한 신앙 기반의 사회 서비스 기구를 위한 자금 조달을 소개하였다.
정치적 부시 왕가는 애덤스와 케네디 가족들의 것으로 비교되어 왔다. 부시는 43대 대통령 조지 W. 부시와 43대 플로리다주 지사 젭 부시의 부친이다. 그의 부친 프레스콧 부시는 코네티컷주에서 온 미국 상원이었다.

## 어린 시절
매사추세츠 밀턴에서 프레스콧과 도로시 워커 부시에게 태어났다. 그는 자신의 외조부 조지 허버트 워커 시니어의 이름을 땄다. 자신의 육성에 부시는 "사람들은 내가 특권의 남자였으며 그들이 돈에 의미하는 것에 의한 것이라고 말을 하나 난 가치들의 의문 - 자신들의 자식들이 좋은 사람들이 되는 데 결심된 모친과 부친에 특권이 부여되었다."고 말하였다.
부시는 코네티컷주 그리니치에 있는 그리니치 컨트리 데이 학교에서 자신의 정규 교육을 시작하였다. 그는 자신이 야구와 축구 팀들의 주장을 맡고, 독점 형제회 Auctoritas, Unitas, Veritas (라틴어로 "권위, 단일, 진실")의 회원이었던 매사추세츠주 앤도버에 있는 필립스 아카데미에 참석하였다. 필립스 아카데미에 있는 동안 부시는 처음에 1941년 12월 7일 놀라운 진주만 공격의 소식을 들었다.

### 제2차 세계 대전

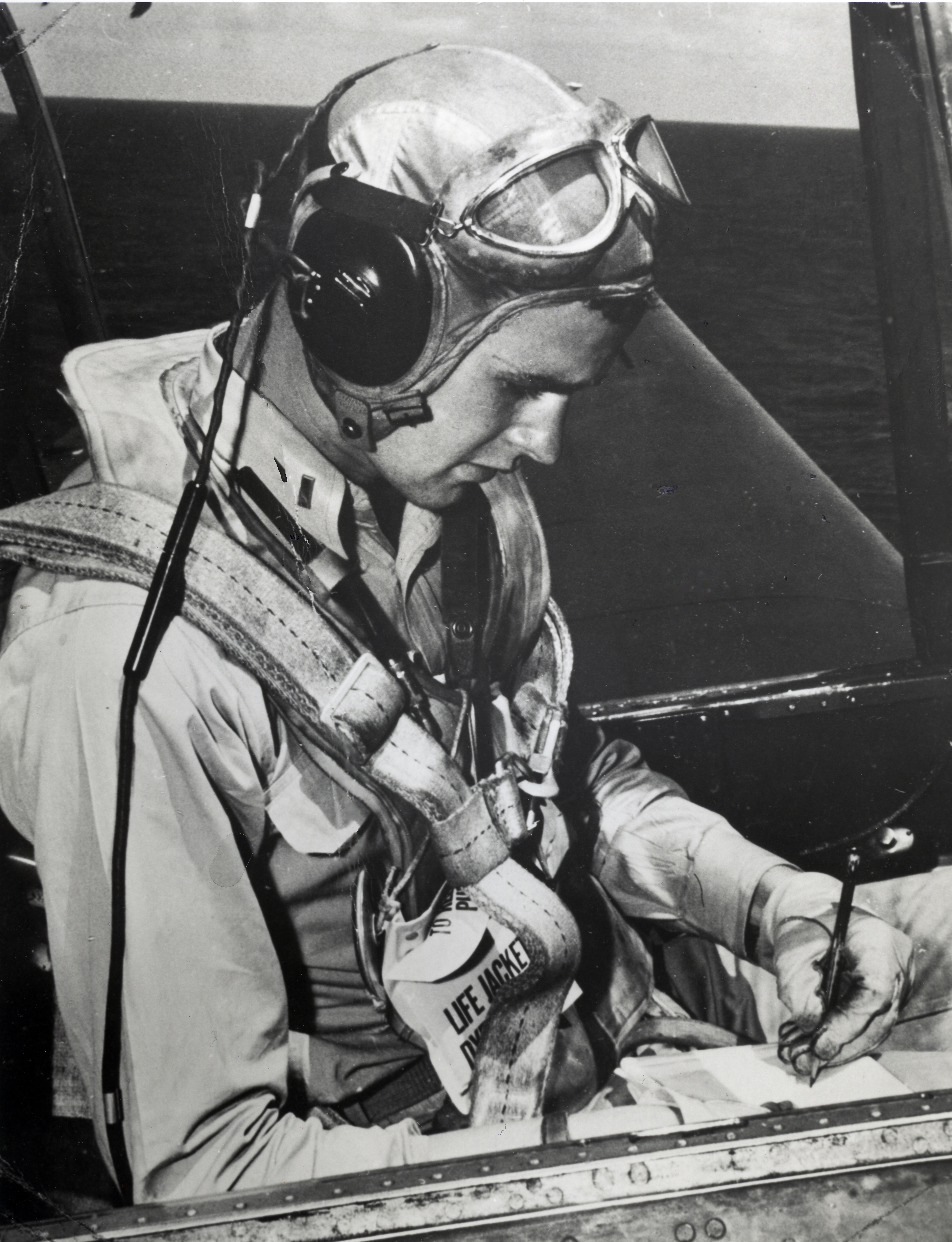
해군 전투기 조종사 시절

1942년 6월 필립스 아카데미를 졸업한 후, 부시는 비행가가 되는 데 자신의 18세 생일에 미국 해군에 입대하였다. 10개월 과정을 완료한 후, 그는 자신의 19세 생일이 오기 며칠 전에 그 날짜로 자신을 최연소 해군 비행사로 만든 1943년 6월 9일 미국 예비 해군에서 소위 위탁되었다.
비행 훈련을 끝낸 후, 그는 그해 9월 사진술 사관으로서 토피도 소함대 VT-51로 임명되었다. 공중 그룹 51의 일부로서 그의 소함대는 1944년 봄 USS 샌재신토 호에 기지를 두었다. 샌재신토 호는 5월 마커스섬과 웨이크섬, 그리고 6월 동안 마리아나 제도에 대항하는 작전들에 참가한 임무 부대의 일부였다. 6월 19일 임무 부대는 제2차 세계 대전의 가장 큰 공중전들 중의 하나에 승리를 거두었다. 자신의 임무로부터 돌아온 부시의 전투기는 강요의 수중 상륙을 이루었다. 그의 비행사의 생명은 물론 전투기가 잃어졌어도 잠수함은 어린 조종사를 구출하였다. 7월 25일 부시와 다른 조종사는 팔라우에 일본의 화물선을 가라앉히게 한 것으로 명예를 얻었다.
1944년을 통하여 부시는 58개의 전투 임무를 날아 수훈 비행 십자장과 3개의 에어 메달을 받았고, 그가 샌재신토 호를 타고 복무한 동안 대통령 감사장이 수여되었다.
자신의 가치있는 전투 경험의 이용을 만드는 데 부시는 노퍽 해군 기지로 재임명되었고, 새로운 수뢰 조종사들을 위한 훈련 비행단에 놓였다. 그는 후에 새로운 수뢰 소함대 VT-153으로 임명되었다. 1945년 8월 일본이 항복한 후, 부시는 미국 해군으로부터 명예롭게 제대하였다.

### 전쟁 이후
전쟁이 끝난 후, 부시는 예일 대학교에 입학하였다. 거기서 그는 자신이 회장으로 선출된 델타 카파 엡실론 친목회에 가입하였다. 그는 또한 자신의 왼손 잡이 1루수였던 예일 야구 팀의 주장을 맡았으며, 첫 대학 월드 시리즈에서 활약하였다. 시니어로서 그는 자신의 아들 조지 W. 부시 (1968년)와 부친 프레스콧 셸던 부시 (1917년)같이 자신에게 우정과 미래의 정치적 성원을 세우는 도움을 준 해골단 비밀 사회로 헌액되었다. 그가 자신의 해골단 회원직으로부터 만든 연결들은 후에 그의 대통령 선거 운동 동안 극히 중대함을 증명하였다.
1940년대에 부시는 숙고적인 성공과 함께 높은 투기의 텍사스주의 석유 답사 사업을 시작하였다. 그는 자신의 부친이 22년을 지낸 누구의 이사회에 드레슬러 산업과 함께 직위를 지켰다. 부시와 리트커 형제는 자파타 석유로서 1953년 자파타 코퍼레이션을 창조하였다. 저자들 케빈 필립스, 대니얼 여긴과 다른이들은 이대 부시가 미국 중앙 정보국과 유대 관계를 가졌다는 것을 암시하였다.

## 의원 시절과 실패한 상원 선거 운동들

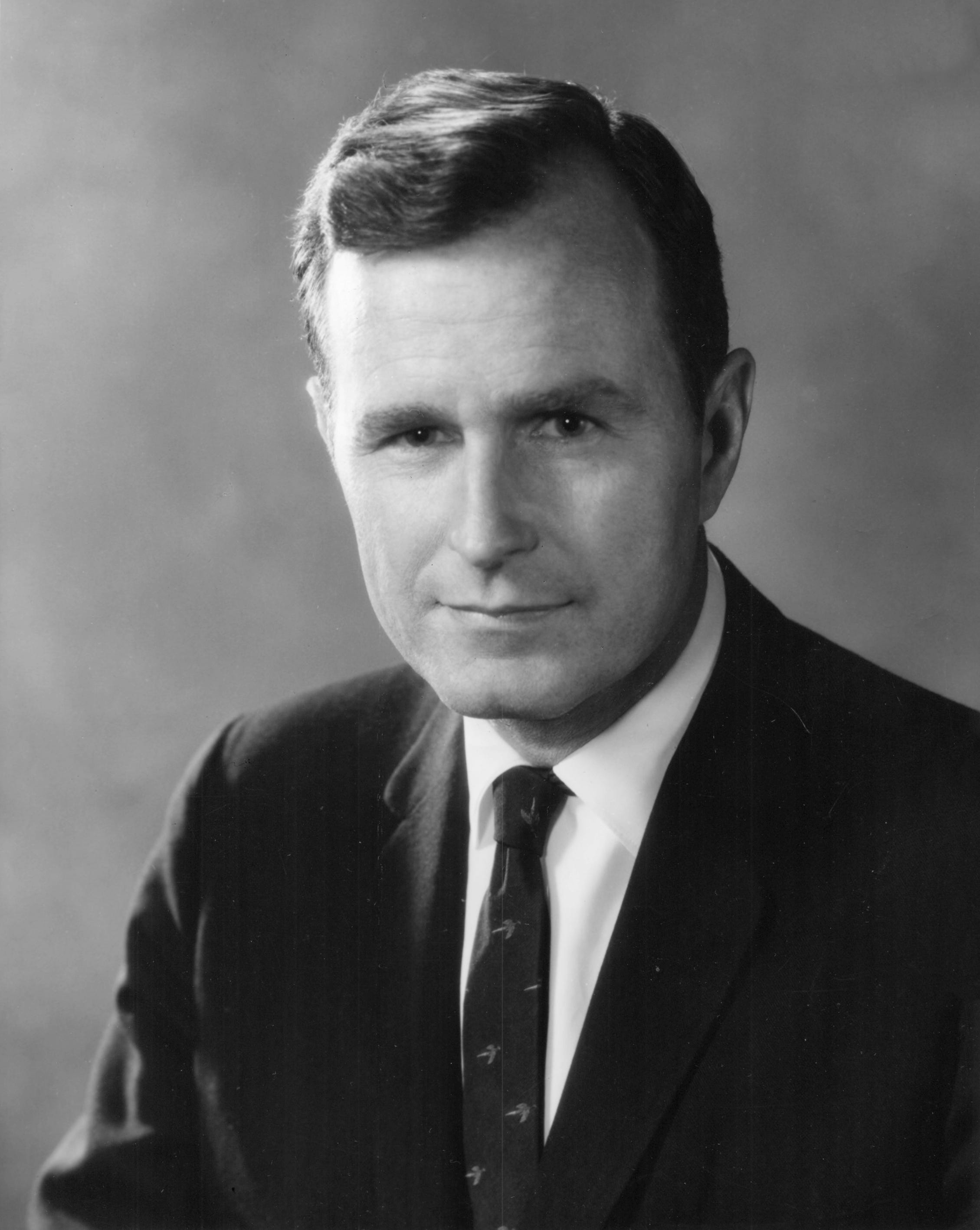
1969년의 부시

1964년 부시는 미국 상원을 위하여 나갔다. 공화당 예비 선거에서 부시는 62,985개의 투표들과 함께 처음으로 나갔으나 그의 총수는 필요한 다수가 아니었던 44.1 퍼센트였다. 그러므로 그는 예비 선거에서 45,561개의 투표들을 가진 1962년 공화당 지사 후보 또한 휴스턴의 잭 콕스와 함께 결선 투표로 들어가는 데 강요되었다. 3번째 후보 댈러스의 로버트 모리스는 28,279개 (19.8 퍼센트)의 비밀 투표에 뽑혔다.
부시는 콕스의 30,333개 (37.9 퍼센트)에 49,751개 (62.1 퍼센트)와 함께 그랜드 올드 파티 결선 투표에서 쉽게 압도하였다. 공화당 지명 후보로서 부시는 그러고나서 현직 민주당 상원 랠프 야보러에 대항하는 선거 운동을 벌여 1964년 공민권법을 위한 야보러의 성원에 관한 논점을 만들었다. 당시 많은 텍사스주의 공화당 상원 존 타워를 포함한 남부의 정치인들은 헌법적 혹은 자유주의 근거들에 입법을 반대하였다. 야보러가 "그들이 뉴욕 증권거래소에 의석을 사려하면서" 상원 의석을 사는 데 노력한 부시를 "수입 후보"로 불러 대항한 동안 부시는 야보러를 "과격론자" 와 "좌익 선동 정치가"로 불렀다. 부시는 민주당의 압승에서 패하였으나 올그 그랜드 파티의 대통령 지명 후보 애리조나주의 배리 골드워터가 한 것보다 더욱 숙고적으로 수행하였다.
자신의 패배 후, 부시는 선거에 의한 정치에 포기하지 않았으며 1966년과 1968년 텍사스주 7회 의회 구역으로부터 미국 하원으로 선출되었다. 의회에서 자신의 경력 동안 부시는 피임약과 가족 계획의 매우 성원적이었다. 그는 자신의 부친이 재정적 의장을 지내온 미국 가족계획협회의 성원자였다. 그는 피임약들로 로마 가톨릭교회의 반대를 반복한 교황 바오로 6세의 회칙 인간생명으로 교황을 비판하였다.
1970년 부시는 재선을 위하여 텍사스주 상원의 의석을 위하여 공화당 후보 지명을 추구하는 데 자신의 하원 의석을 그만두었다. 그는 87.6 퍼센트에 12.4 퍼센트의 차이에 의하여 1964년 후보인 보수적의 로버트 모리스를 쉽게 꺾었다. 그러나 전 의원 텍사스주 미션의 로이드 벤슨이 민주당 예비 선거에서 816,641개 (53 퍼센트)에 724,122개 (47 퍼센트)로 야보러를 꺾었다. 그러고나서 야보러는 벤슨에게 양도하였다.
1970년에 대통령 선거가 열리지 않았기 때문에 텍사스주에서 투표수는 총선에서 비정상적으로 낮았다. 벤슨은 자신의 야보러에 예선 승리에 비슷한 차이에 의하여 부시를 꺾었다. 벤슨은 1988년 미국 대통령 선거에서 마이클 듀카키스의 러닝메이트로 나갔다.

## 1970년대 임명 사무직들

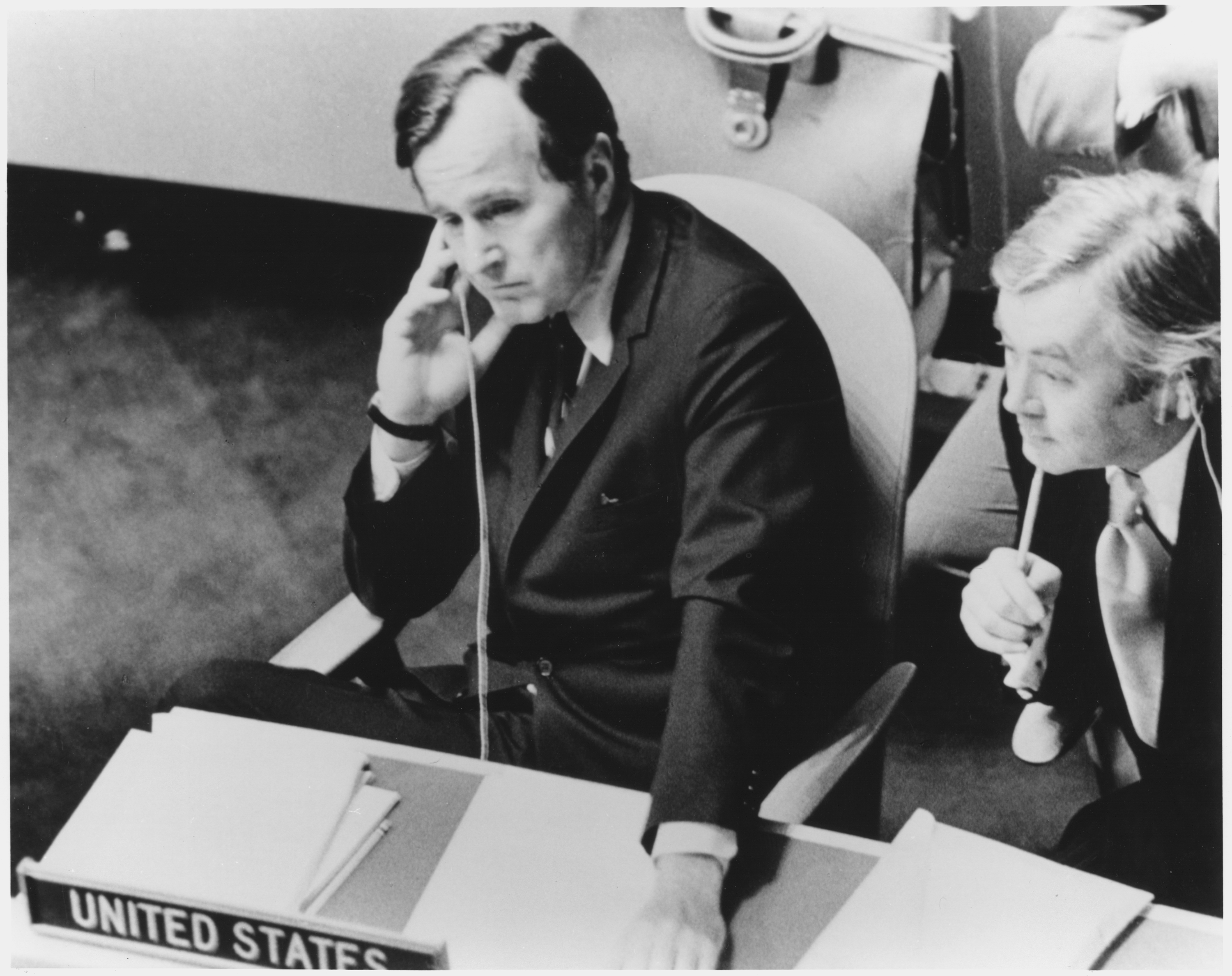
유엔 대사 시절의 부시

1970년 선거 패배에 이어 리처드 닉슨 대통령은 부시를 유엔 주재 미국 대사로 임명하여 그는 1971년부터 1973년까지 그 직위를 지냈다.
1972년 자신의 재선 후, 닉슨은 부시에게 공화당 전국위원회의 의장이 되는 데 요청하였다. 부시는 닉슨과 공화당 둘다의 인기가 폭락할 때 워터게이트 사건이 일어난 동안 이 직위를 보유하였다. 부시는 꾸준히 닉슨을 방어하였으나 후에 닉슨의 공모가 명확하게 되면서 그는 닉슨에게 충성을 유지하는 동안 공화당을 방어하는 데 더욱 전념하였다.
1974년 닉슨의 사임 후, 부시는 대체 부통령으로서 임명을 위하여 숙고되었으나 새 대통령 제럴드 포드는 넬슨 록펠러를 대신 선택하였다. 포드는 중공에 있는 미국 국무부 연락사무소의 소장이 되는 데 부시를 임명하였다.
1976년 포드는 미국 중앙 정보국의 국장이 되는 데 부시를 워싱턴 D. C.로 도로 데려왔다. 부시는 그해 2월부터 1977년 1월 20일까지 355일간 지 역할에 근무하였다. 부시의 임명에 앞서 미국 중앙 정보국은 상원의 교회 위원회에 의한 조사들을 포함한 스캔들의 일련에 의하여 흔들렸으며 의심되는 정보국의 불법과 무단 활동들에 근심을 가졌고 부시는 정보국의 도덕과 공공의 입장을 복구하는 도움을 준 것과 함께 영예를 얻었다.
부시는 자신이 직업들의 이 일렬을 특별히 즐기지 않았다는 것을 주석한 이래 그는 "경력 관료"가 되는 데 전혀 원하지 않았다고 말하였다. 하지만 그는 1970년 자신의 상원 패배 후 임명들의 이 성공으로부터 자신이 얻은 경험에 일부에서 정치에 국가적 명성으로 자신의 후속 상승을 세울 수 있었다.
1977년 지미 카터의 민주당 행정부가 온 후, 부시는 휴스턴에서 퍼스트 인터내셔널 은행의 의장이 되는 데 공공 생활을 떠났다. 그는 또한 라이스 대학교에서 존스 경영 대학원이 열린 1978년 거기서 겸임교수가 되었다. 학과 조직이론은 부시가 그동안 우두머리를 맡은 조직들을 여기는 그로부터 강의를 연루시켰다.

## 1980년 미국 대통령 선거 운동
부시는 1980년 대통령을 위하여 나가는 데 결정하여 자신의 정부 경험의 넓은 범위를 인용하였다. 부시의 그랜드 올드 파티 설립의 후원에 불구하고 전 캘리포니아주 지사 로널드 레이건이 선도자 지위를 얻었다.
후보 지명을 위한 경연에서 레이건이 당의 보수적 서부의 자유지상주의 당파를 대표한 동안 부시는 공화당의 전통적 동부 해안의 자유주의 당파를 대표하였다. "너무 보수적"으로서 부시는 레이건을 공격하여 "부두 경제"로서 대량의 세금 감면을 위한 후기의 공급측 영향을 받은 계획들을 조롱하였다.
부시는 강하게 시작하여 예비 선거 시즌을 시작한 아이오와주의 간부 회의를 이겼다. 그는 그러고나서 자신이 "큰 기세"를 가진 것을 기자 회견에 말하였다. 하지만 레이건은 뉴햄프셔주에서 첫 예비 선거를 결정적으로 이기는 데 돌아왔다. 공화당의 투표 근거를 따라 자라나는 인기와 함께 레이건은 남은 예비 선거들과 후보 지명의 대부분을 이겼다.
포드 전 대통령을 선택하는 어떤 예비 토론이 있던 후, 레이건은 부시를 자신의 러닝메이트로 선발하였다. 흥미있게도 부시는 후보 지명을 위한 선거 운동이 있는 동안 자신이 전혀 레이건의 부통령이 되려고 하지 않았다고 선언하였다.
레이건이 경험을 가져오지 않은 것들을 부시가 장기적 공화당원, 전투 베테랑, 유엔과 국제주의자, 중앙 정보국장을 지내고 중공과 경험 같은 많은 것을 가지면서 2명의 후보는 서로 완전히 대조적으로 있었다. 부시는 또한 레이건이 후보 지명을 받아들인 후 변경했던 것보다 자신의 경제적 지위들과 정치적 철학 둘다에서 더욱 온건하였다. 레이건이 자신을 선택하기 전에 예를 들어 부시는 합법화된 낙태를 성원하였으나 후에 타협하여 레이건의 것과 더욱 경향에 있었다는 자신의 직위를 바꾸었다.

## 부통령 재임

부통령 시절 로널드 레이건 대통령과 함께 (1984년)

부통령으로서 부시는 레이건에 충성적이었고 숨겨진 아무 정책의 다른점들을 간직하였다. 부시는 레이건 행정부 안에서 강한 권력을 휘두르지 않았으나 레이건이 부원을 두는 데 어떤 영향력을 가져 어떤 경향의 책임들이 주어졌다. 레이건은 해외 외교 순방들에 부시를 바쁘게 간직하였다.
레이건/부시 공천 후보가 민주당의 월터 먼데일/제럴딘 페라로 공천 후보를 상대로 1984년 미국 대통령 선거에서 하나의 주 (먼데일의 고향 미네소타주)를 제외하고 전부의 주들에서 큰 압도적 대승리에 의하여 재선되었다.
부통령으로서 자신의 2번째 기간 동안 부시는 1985년 7월 13일 레이건 대통령이 그의 결장으로부터 용종을 빼내는 데 수술을 받을 때 대통령 대행이 되는 데 첫 부통령이 되었다. 부시는 대략 8시간 동안 대통령 대행을 지냈다.
1986년 이란-콘트라 사건이 일어날 때 부시는 자신이 루프에서 벗어나 무기 거래에 관련된 이란의 발의권에 인식해 왔다고 단언하였다. 어떤이들은 이 단언에 의심이 많았으나 부시는 아무 잘못과 고발되지 않았다.

## 1988년 미국 대통령 선거 운동

부시와 마이클 듀카키스 사이의 1988년 미국 대통령 선거 결과를 보여주는 지도. 부시는 여기에 더해 민주당 지지주인 일리노이주, 미시간주, 펜실베이니아주 등지에서도 승리를 거두었다.

1988년 부통령으로서 8년 가까이 후에 부시는 다시 대통령을 위하여 나갔으며 이번에는 레이건의 후원과 함께였다. 공화당 후보 지명을 위하여 이른 선도자로 숙고되었어도 부시는 아이오와주 간부 회의에서 3위를 하여 우승자 미국 상원 밥 돌과 입선자 텔레비전 전도사 팻 로버트슨에 의하여 꺾였다. 부시는 돌 후보에 부정적인 텔레비전 광고들이 목표 삼았기 때문에 일부적으로 뉴햄프셔주의 예비 선거를 이기는 데 되튀었다. 한번 다수의 주의 예비 선거들이 시작되어 부시의 조직적 힘과 자금 조달적 지도력은 다루는 데 돌과 로버트슨을 위하여 너무 많은 것으로 증명하여 자신을 위하여 집회 사절단들의 다수를 보증하였다.
1988년 공화당 전당 회의로 이르기까지 부시의 러닝메이트 선택으로서 많은 사색이 있었다. 몇몇에 의하여 예상되고 후에 많은이들에 의하여 비판을 받은 운동에서 부시는 적게 알려진 인디애나주의 상원 댄 퀘일을 선택하였다. 공화당 전당 회의가 열리기 전날 부시는 곤경에 처한 것으로 보였다. - 가장 많은 투표에서 그는 두 자리에 의하여 당시 매사추세츠주 지사 민주당 후보 마이클 듀카키스를 추적하였다.
집회에서 부시는 미국 공동체의 자신의 전망을 묘사하는 데 말로 나타내는 자신의 이용을 위하여 아마 "불빛의 1,000개 요점"으로 넓게 알려진 자신의 공공 경력의 최고 연설을 주어 자신의 말하기 능력의 비판들을 답하였다. 부시의 수락 연설과 정통적으로 잘 관리된 집회는 투표에서 듀카키스를 앞서 그를 발사하였고 그는 경주의 나머지를 위하여 선도를 보유하였다. 집회에서 부시의 수락 연설은 유명한 보증 - "내 입술을 읽으셔요:새로운 세금들이 없다"를 포함하였다.
선거 운동은 특히 부시 선거 운동에 의한 그 높은 부정적 텔레비전 광고들을 위하여 주목할 만했다. 미국 대통령 선거 토론이 있는 동안 듀카키스의 사형으로 무조건 반대는 그를 위기로 몰아넣었다. 토론의 사회자 버나드 쇼는 만약 그의 부인이 강간을 당하고 살해되었다면 만약 듀카키스가 사형을 성원하려고 하는 것에 가설적으로 그를 의문하였다. 듀카키스의 후속 응답은 이상하게 나무와 기술로 나타났고, "범죄에 연약하다"면서 자신의 이미지를 강화하는 데 도움을 주었다. 이 과실들은 매사추세츠주 지사에게 비교에 가능한 최고통수권자로서 부시의 재능을 강화하는 도움을 주었다. 선거가 있던 짧은 후에 민주당 후보의 부인 키티 듀카키스 여사는 알콜중독으로부터 회복을 위하여 베트 포드 센터로 투숙 절차하였다. 그녀는 보고적으로 알콜과 장기적 문제를 가졌고, 구강 세정제를 마시는 데 의지하였다. 측근들이 대중 리포터들로부터 이것을 효과적으로 숨겼어도 듀카키스 여사의 중독은 관계를 긴장하였다.
선거의 밤에 부시/퀘일 공천 후보는 426 대 111에 의하여 선거인단에서 듀카키스/벤슨 공천 후보를 온건하게 꺾었다. 전국적으로 인기있는 투표에서 듀카키스가 45.6 퍼센트를 얻은 동안 부시는 비밀 투표에서 53.4 퍼센트를 가져갔다. 부시는 1836년 이래 대통령으로 선출되는 데 첫 복무 부통령이었다.

## 41대 대통령(1989~1993)
과격적으로 부정적인 1988년 대통령 선거 운동에 이어 부시는 긍정적인 원고에 자신의 행정을 시작하려고 노력하였다. 1989년 1월 20일 자신의 취임식에서 부시는 소련과 그 종속국들이 무너지고 있었고, 새로운 시기가 떴다는 사실을 암시하였다.
나는 당신들 앞에 와 약속과 함께 풍부한 순간에 대통령직을 취합니다. 우리는 평화롭고, 번영하는 시간에 살고 있으나 우리는 더욱 나으게 만들 수 있습니다. 새로운 산들바람이 불기 위하여, 그리고 남자의 마음을 위하여 자유에 의하여 상쾌해진 세상, 사실이 아니라면 독재자의 하루는 끝납니다. 전체주의의 시기는 지나가고 있고, 그 낡은 아이디어들은 고대의 생명이 없는 나무로부터 잎들처럼 날아갔습니다. 새로운 산들바름이 불고 있고, 자유에 의하여 상쾌해진 세상은 밀어 붙일 준비가 되어있습니다. 거기에는 깨질 새로운 땅과 택할 새로운 활동이 있습니다.

### 정책

#### 냉전

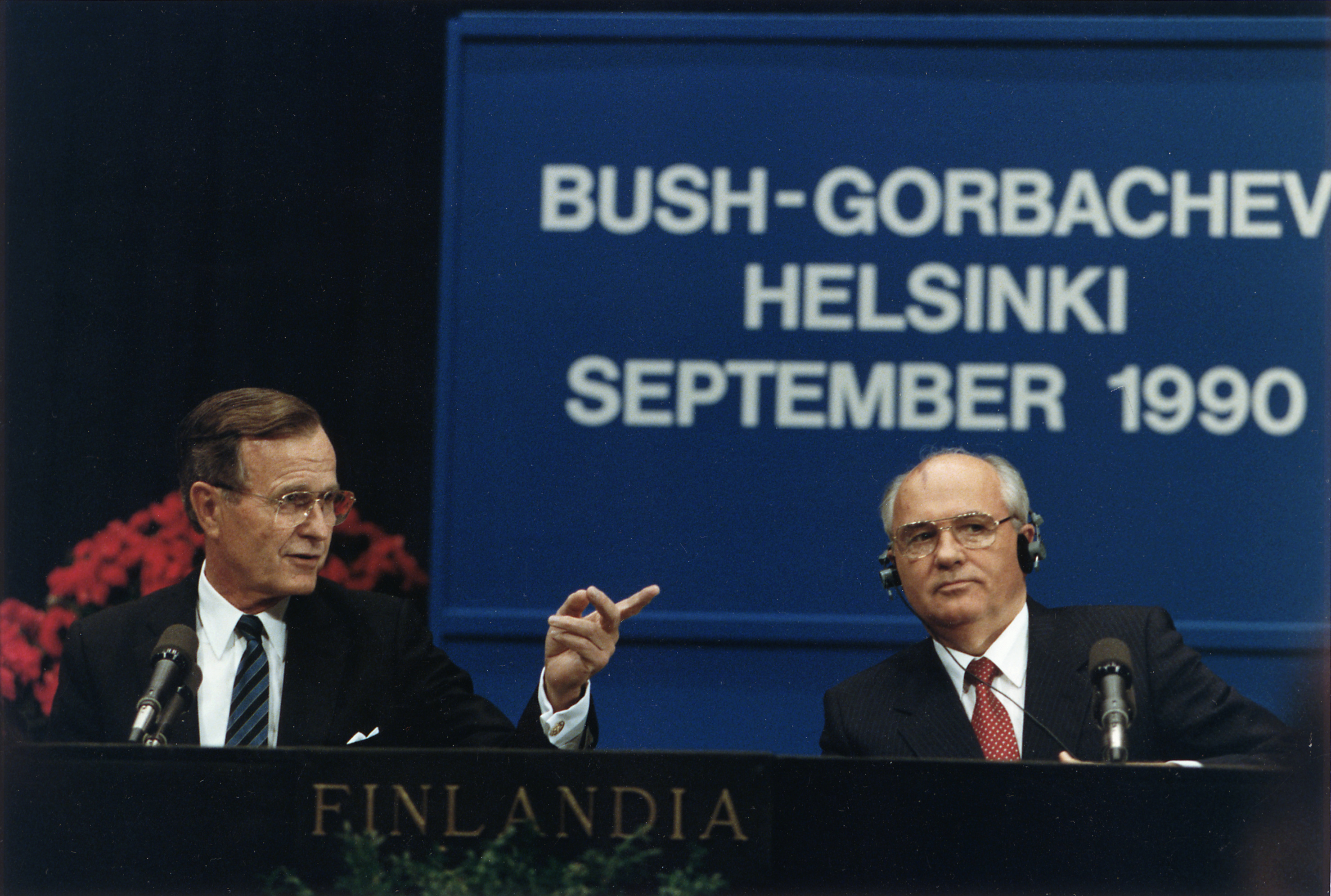
헬싱키에서 부시와 미하일 고르바초프 간의 회담 (1990년)

외교 정책은 특히 소련과 그 전 종속 국가들에 관계에서 그 첫 날들로부터 부시의 대통령직의 중심이었다.
부시 대통령과 소련의 미하일 고르바초프 서기장은 1991년 7월 정상 회담에서 미국-소련간 전략적 파트너십을 선언하여 결정적으로 냉전의 종말에 특징을 지었다. 부시 대통령은 양자와 세계 문제를 해결하는 것에 파트너십을 위하여 기초를 놓은 1990년~1991년 걸프 전쟁 동안 미국-소련간 협력을 선언하였다.
냉전이 그 종말에 있으면서 부시는 "신세계 질서"로 전환에 중요함으로서 자신의 직위를 보았다. 그는 "난 그것이 끝나기를 희망하나 그렇게 빨리 끝날 것인 줄은 확실하지 않았다. 난 장벽이 무너질 것이라고 확실하지 않았다. 난 독일이 통일될 것이라고 확실하지 않았다. 난 소련이 그렇게 하면서 극적으로 내포될 것이라고 확실하지 않았다."고 말하였다. 부시는 대부분 거대한 성공과 함께 고르바초프 서기장과 개인전 관계를 통하여 이 사건들을 처리하려고 노력하였다.

#### 파나마 침공
1989년 12월 부시는 미군들의 사망과 마약 밀매와 민주적 억압을 포함한 파나마의 독재자 마누엘 노리에가의 다양한 위반들에 응답에서 파나마 침공을 명령하였다. 참공은 25,000명의 군인들의 특별한 힘과 최고 기술 수준의 군용 장비의 이용을 이루어 베트남 전쟁 이래 가장 큰 미국의 군사 작전으로 만들었다.
노리에가는 한번 미국의 동맹으로 지내왔으나 그는 남아메리카에서 미국으로 마약, 특히 코카인을 파는 데 증가적으로 파나마를 이용하고 있었다. 아마 미국에 보호국이었다는 것에 파나마에서 악화 상황이 레이건 행정부를 위하여 난처한 성장으로 지내왔고 부시 대통령이 이어받은 문제였다.
군사 작전은 파나마의 상황과 노리에가를 잘 알던 레이건 대통령의 국가 안보 보좌관이었던 합동참모 콜린 파월 장군의 감독 아래 일어났다. 침공은 노리에가에 대항하는 파나마에서 대략의 항의들보다 선행되었다. 부시의 국방부 장관 딕 체니는 침공 직후 파나마에서 미군들을 방문하였고, 부시 대통령은 첫 침공 후의 파나마 정부에 성원을 주는 데 1992년 6월 부인 바버라 여사와 함께 파나마를 방문하였다.

#### 걸프 전쟁

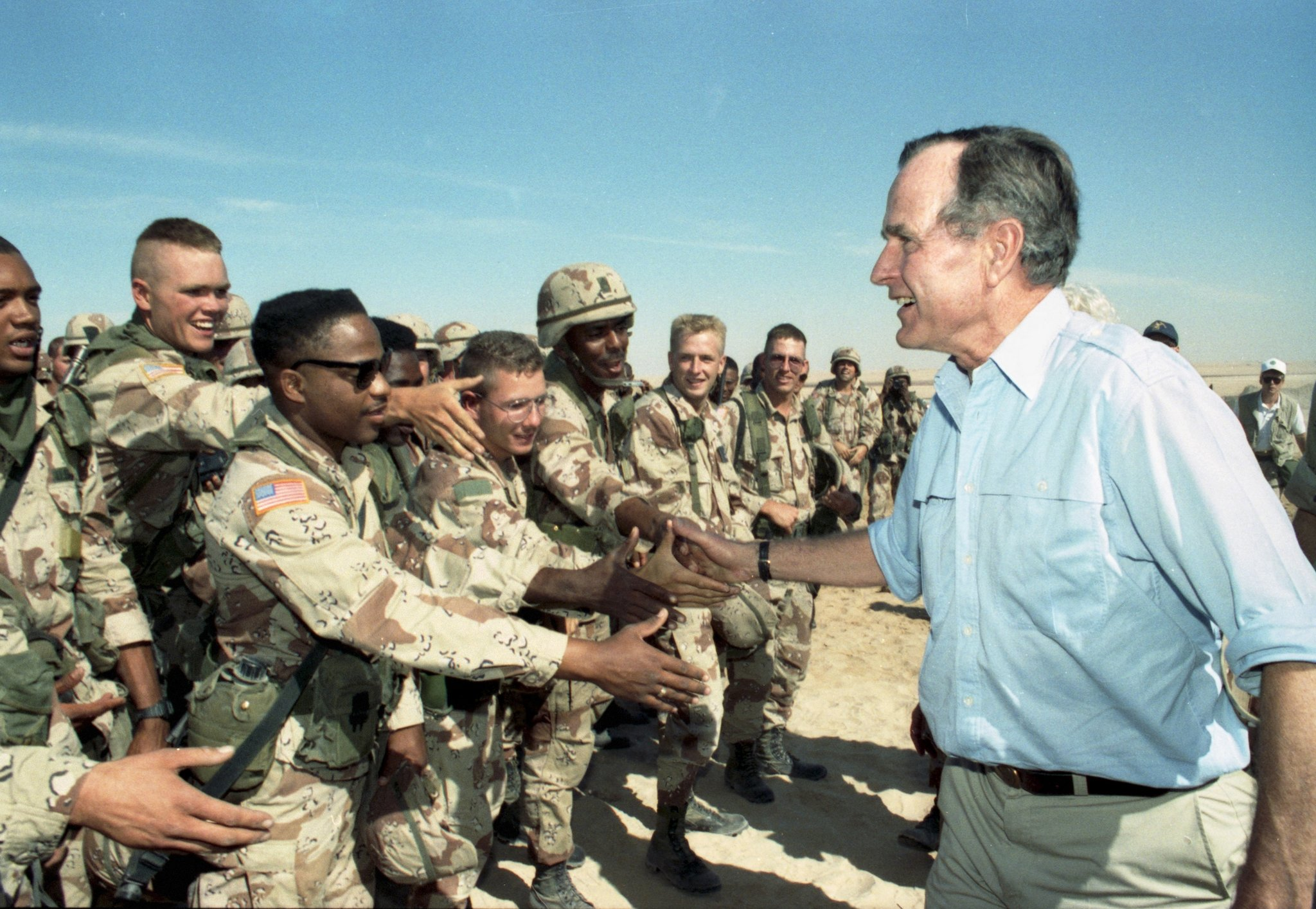
걸프전에 참전한 미군들과 함께

대통령으로서 부시는 아마 1990년~1991년 걸프 전쟁에서 유엔의 규합을 지도한 것으로 국제적으로 가장 잘 알려졌다. 1990년 사담 후세인에 의하여 지도된 이라크가 남부에 석유로 부유한 이웃 국가 쿠웨이트를 침공하여 그 영토가 당연히 이라크에 속한다고 단언하였다. 침입에 응답에서 등장한 광범위한 연합은 쿠웨이트에서 이라크군을 물러나게 하는 데 추구하였고, 이라크가 사우디아라비아를 침공하지 않은 것을 확실히 하였다.
11월 29일 유엔은 1991년 1월 15일까지 이라크가 쿠웨이트에서 철수하지 않았다면 "필요한 전부의 의미들"을 이용하는 데 쿠웨이트와 함께 연합한 국가들을 정식으로 허가한 마감 시한 설정을 통과시켰다. 이라크는 응하는 데 거부하였고, 미국이 이끄는 공군 부대가 이라크에 대항하는 공중 공격들의 지독한 일련을 발포하였을 때 1991년 1월 17일 싸움이 시작되었다. 이 작전은 "사막의 폭풍"으로 알려졌다.
후에 의문될 군사 결정에서 부시 대통령은 쿠웨이트를 해방시키고, 이라크군을 철수시키는 강요에 자신의 명시된 목표들을 성취한 후 전투 작전들의 중지를 명령하였고, 그것에 의하여 사담 후세인은 권력에 남아있는 데 허용되었다. 딕 체니 국방부 장관은 국가 침공이 미국을 "이라크 내부의 수렁에 빠져들게 할 것"이라고 적어두었다. 그것이 "헤아릴수 없는 인간과 정치적 비용을 가릴 것이다 ... 우리는 바그다드를 점유하고, 사실상 이라크를 다스리는 데 강요되어 왔을 것이다."는 때문에 부시는 후에 이라크 정부를 축출하는 데 자신이 명령을 내리지 않았다고 설명하였다.
더욱 나가서 왜 자신이 전쟁을 수행하지 않는 데 선택을 한 것에 대하여 걸프 전쟁의 베테랑들에게 설명에서 부시는 이렇게 말하였다.
내가 일방적으로 국제법을 넘어서, 명시된 임무를 넘어서 갔고, 우리가 우리의 남자 다움을 보여줄 것이라고 말했기 때문에 그의 인생은 총사령과 같은 내 손에 있을 것이다. 우리는 우리의 편에 아무 제휴 없이 점유된 권력 - 미국과 아랍 세계가 될 것이다.

#### 북아메리카 자유 무역 협정
캐나다의 진보보수당 총리 브라이언 멀로니와 더불어 부시의 정부는 1993년 빌 클린턴이 서명한 북아메리카 자유 무역 협정의 협상들을 선봉하였다.
높이 논쟁적이었던 협정은 캐나다, 미국과 멕시코의 북아메리카 국가들 사이에 교역하는 데 장벽들을 옮기는 데 디자인되었다. 비판들이 미국에서 멕시코까지 직업들이 점수가 떨어질 것을 단언한 동안 제안자들은 새롭게 창조된 무역 지대를 통하여 경제 성장을 높일 것이라고 말하였다.

### 국내 의안 제출권

#### 포인츠 오프 라이트
부시 대통령은 어떤 미국의 가장 심각한 사회 문제들을 해결하는 의미들로서 자원 봉사의 주의를 기울였다. 그는 공동체 문제들을 해결하는 데 시민들의 권력을 묘사하는 데 "1000 포인츠 오브 라이트" 주제를 가끔 이용하였다. 자신의 1989년 취임식에서 그는 "나는 국가를 통하여 별들처럼 퍼진 빛의 1,000 포인트, 전 공동체 조직들이 잘 하고 있다는 것에 관하여 말하였다."고 말하였다.
4년 후, 빛의 포인트 운동에 국가로 자신의 보고에서 부시 대통령은 다음과 같이 말하였다. -
빛의 포인트들은 미국의 영혼입니다. 그들은 필요한 자들의 생활들에 손을 대는 데 자신들을 넘어 도달하는 평범한 국민들로 희망과 기회, 보호와 우정을 건설합니다. 관대하게 스스로를 제공함으로써 이 현저한 개인들은 무엇이 우리의 상속 재산에 최고인 것 뿐만 아니라 우리 모두가 무엇이 되는 가를 우리에게 보여줍니다.

1990년 포인츠 오브 라이트 재단은 자원 봉사의 이 영혼을 흥행하는 데 워싱턴 D. C.에서 비영리적인 조직으로서 창조되었다. 2007년 포인츠 오브 라이트 재단은 자원 봉사를 강화하고, 비용과 서비스들을 유선형으로 하고 영향을 심화하는 목적과 함께 핸즈 온 네트워크와 합병하였다. 이 합병에 창조된 조직 포인츠 오브 라이트와 혁신적인 지원자 동원 조직들의 그 조직망은 세계 37개국을 가로질러 250개 이상의 도시들을 시중들고 있다. 2015년 포인츠 오브 라이트는 자원 봉사와 서비스에 회의와 함께 25 주년을 축하벌였고, 2017년 생존하는 전체의 전직 대통령들 (버락 오바마, 조지 W. 부시, 빌 클린턴, 조지 H. W. 부시와 지미 카터)을 포함한 역사적 순간에 포인츠 오브 라이트는 걸프 해안을 따라 허리케인의 일련이 일어난 동안 자신들의 지원자 노력들을 위하여 5개의 개인들을 재결성하였다.

#### 세금
자신의 정치 경력을 통하여 부시는 세금 반대의 처지들을 보유하였다. 1988년 미국 대통령 선거 운동이 있는 동안 예를 들어 그는 현저한 세금 인상자로서 공화당 지명 후보 밥 돌을 위하여 상대편을 비웃었다. 그리고 자신의 1988년 수락 연설에서 그는 "내 입술을 일으셔요:새로운 세금들이 없다"라고 약속하였다.
1990년 미국이 적자를 더 높이고, 경제가 약해지면서 부시는 의회적 민주당원들과 어떤 공화당원들로부터 압력을 가하여 1990년의 옴니버스 예산 조정 법령에서 세금 인상으로 동의하였다. 부시는 지출 삭감을 위하여 세금 인상을 거래하였으나 이것은 대부분 결과적인 열광에 잃어졌다. 중동과 파나마에서 미국의 군사적 성공에 불구하고 세금 문제는 1992년 선거에서 로스 페로 지부로 의심의 여지없이 많은 공화당 투표인들을 몰았다.

#### 사면들
직무에서 부시의 마지막 논쟁적 소행은 1992년 12월 24일 이란-콘트라 사건에서 연루된 6명의 전직 공무원들에 그의 사면이었으며 가장 현저하게 전 국방부 장관 캐스퍼 와인버거였다. 와인버거는 전해진 바에 의하면 이란에게 무기 판매에 관한 자신의 상식을 여기는 의회에 거짓말을 하고, 무기 판매에 관하여 다른 공무원들과 상세 토론한 그의 개인적 일기장의 1,700 페이지를 숨긴 것으로 1993년 1월 5일 재판에 서는 데 예정이 잡혔다.

### 대법관 임명
부시는 다음과 같은 재판관들을 미국 대법원으로 임명하였다. -
- 데이비드 수터 - 1990년

- 클래런스 토머스 - 1991년, 아프리카계 미국인 대법관을 임명하는 데 부시를 첫 공화당 대통령으로 만들었다.

## 1992년 재선을 위한 운동
걸프 전쟁에서 연합 승리는 부시의 재선이 거의 자신 있었다고 믿는 데 많은이들을 이끌었으나 지속되는 불경기는 그의 인기를 줄였다. 몇몇의 다른 요인들은 세금을 인상하지 않는 데 전술한 서약을 깬 것을 포함하여 그의 패배에 주요점이었다. 그렇게 하면서 부시는 자신의 보수적 근거의 많은 일원들을 소외하였고 자신의 재선을 위하여 그들의 성원을 잃었다.
1992년 미국 대통령 선거에서 빌 클린턴이 부시를 꺾는 도움을 주었을 것 같은 또다른 요인은 로스 페로의 입후보였다. 페로는 낙인 없는 무소속 선거 운동을 벌여 주요 문제로서 예산 부족에 전념하였다. 어떤 보수주의자와 세금 인상과 연방 소비에서 지속된 인상에 의하여 환멸된 인민주의자들은 그를 성원하였다. 페로는 대중 투표에 19 퍼센트를 얻었고, 아직도 미국 정치에 크게 알려지지 않았던 실채 클린턴은 투표의 대다수와 함께 선거를 이겼다.
자신의 패배에 불구하고, 부시는 자신의 패배의 한해 안에 기분이 지속되지 않았고, 부시의 찬성은 56 퍼센트로 올라갔고, 2008년 12월 미국인들의 60 퍼센트는 부시의 대통령직에 긍정적인 평가를 주었다.

## 대통령 퇴임 이후

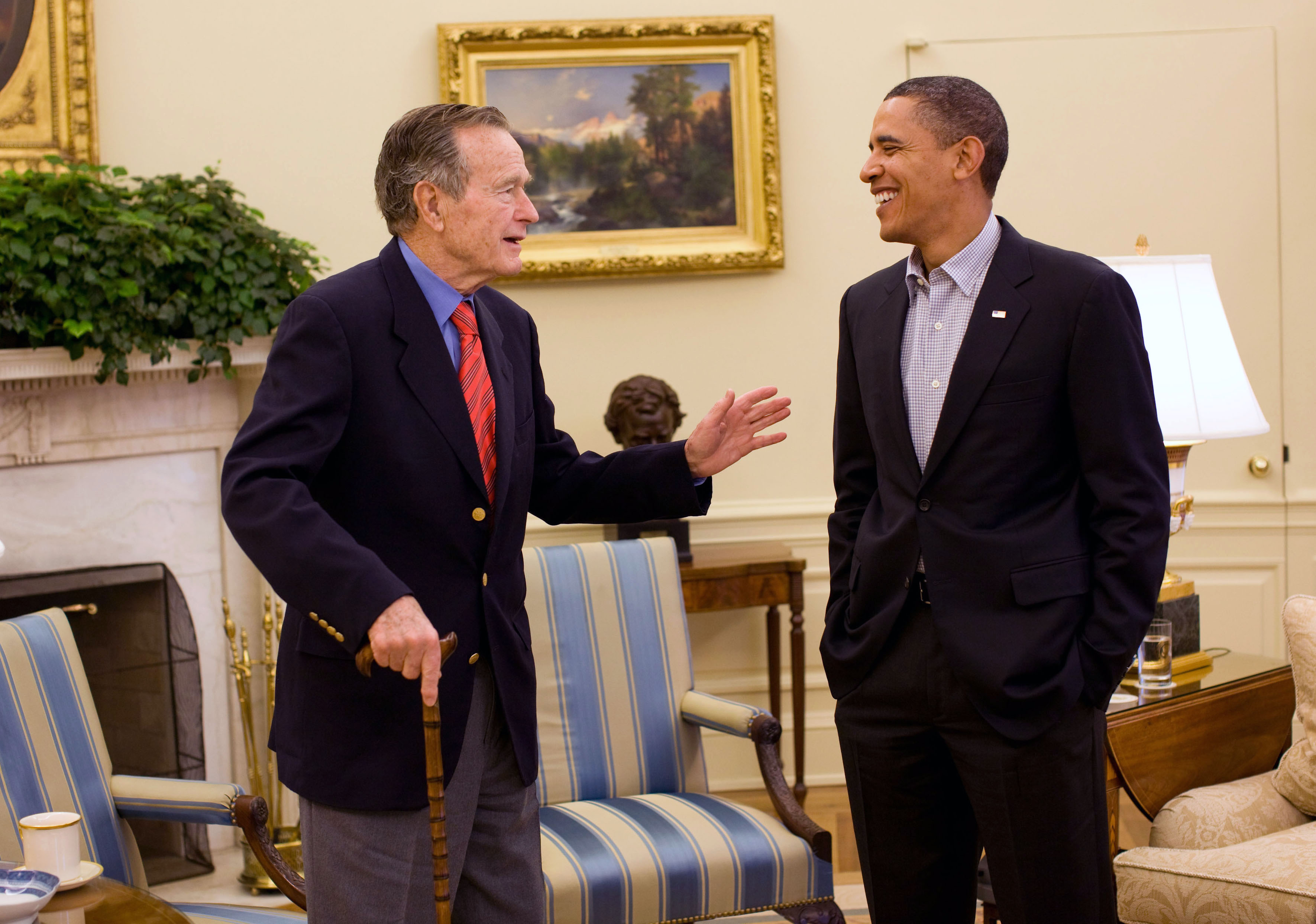
버락 오바마 대통령과 함께 (2010년 1월 30일)

재선에 실패한 후, 부시는 대부분 공공 생활로부터 퇴직을 하였다. 그와 부인 바버라 여사는 대통령 사무실이 근처에 있으면서 텍사스주 휴스턴의 탱글우드 이웃에 있는 저택에서 한해의 대부분을 보냈고, 메인주 케너벙크포트에 있는 그들의 여름 별장에서 나머지를 보냈다. 그는 플로리다키스에 있는 섬 이슬라모라다에서 자신 소유의 낚시 토너먼트를 소유하였다.
1993년 4월 이라크의 첩보 기관이 부시의 쿠웨이트 방문 중에 자동차 폭발을 통하여 그를 암살하려는 시도를 하였다. 하지만 쿠웨이트의 보안부가 음모를 꾸몄다. 6월 26일 미국은 부시를 공격하는 음모로 앙갚음에 바그다드의 첩보 기관 본부를 목표로 미사일 공격을 발포하였다.
부시는 수집된 편지들의 일련 〈All The Best:George Bush〉 (1999)와 외교 정책 문제들에 자신의 전직 국가 안보 보좌관 브렌트 스코우크로프트와 함께 공동으로 저서한 〈A World Transformed〉 (1998)를 포함한 몇몇의 책들을 출판하였다. 그는 다수의 연설들이 주어지고 사우디아라비아 정부에 친밀한 관계와 함께 사적의 공평 기금 칼라일 그룹과 함께 비지니스 모험들에 참가하였다.
2004년 6월 12일 그는 자신의 80세 생일의 명예에 스카이 다이빙을 하러 갔다. 그일은 제2차 세계 대전 이래 그의 3번째 낙하산 점프였다. 그는 또한 자신의 75세 생일 전 1999년 6월 9일에 낙하산 점프를 이루었고, 리포터들에게 자신이 또한 2년 일찍이 애리조나주에서 낙하산 점프를 하였다고 말하였다. 80세 생일 하루 전에 그와 그의 아들은 둘다 그의 전임자 로널드 레이건을 후기의 장례식에서 찬사하는 데 참가하였다.
그해 11월 22일 뉴욕주의 공화당 주지사 조지 퍼타키는 부시와 다른 생존하는 전직 대통령들 (포드, 카터, 클린턴)을 세계 무역 센터를 재건하는 이사회의 명예 구성원으로 임명하였다.
2005년 1월 3일 부시와 클린턴은 조지 W. 부시 대통령에 의하여 인도양의 쓰나미 지진의 피해자들을 도우는 전국 캠페인을 지도하는 데 임명되었다. 부시와 클린턴은 둘다 부시가 "초월 정치"로 묘사한 USA 프리덤 코어를 통하여 재앙의 구제를 위한 돈을 모으는 자신들의 이당 노력의 성원에서 폭스 텔레비전에 수퍼볼 XXXIX 프리게임 쇼에 나왔다. 12일 후에 그들은 둘다 구제 노력들이 어떻게 되어가고 있던 것을 보는 데 영향을 받은 지역으로 여행을 떠났다.

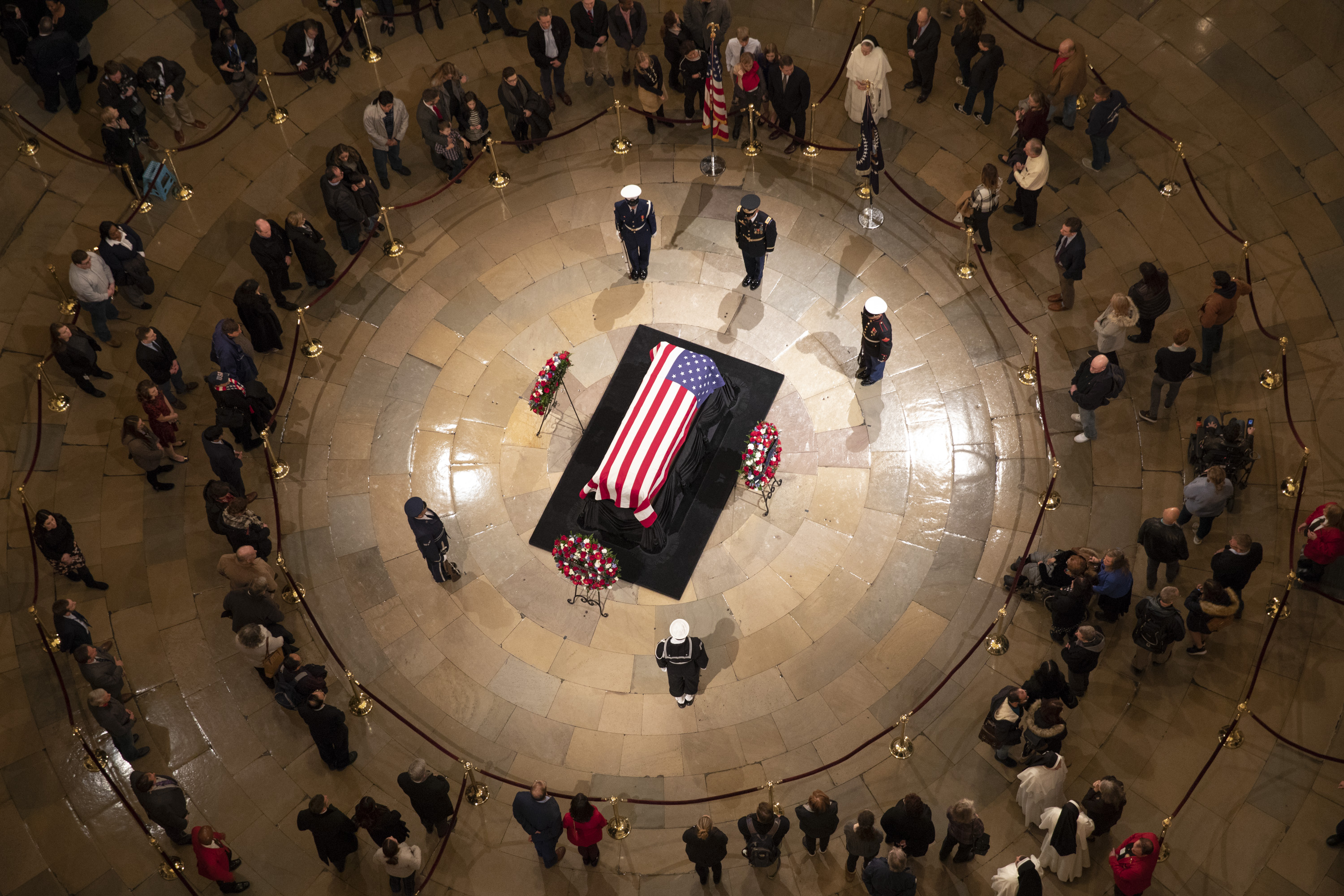
부시의 장례식 (2018년)

그해 8월 31일 허리케인 카트리나에 의하여 걸프 해안의 폐허에 이어 부시는 다시 개인적 구제 기부에 협동하는 데 다시 클린턴과 팀을 이루었다. 리포터들은 후임자가 1992년 선거에서 전임자를 꺾음에 불구하고 부시와 클린턴은 우정을 개발하였다는 것을 주석하였다. 비슷한 역사에 불구하고 포드와 카터가 개발하면서 그런 우정들은 알려지지 않았다. 거의 1년 후 2006년 5월 13일 그들은 툴레인 대학교의 졸업식에서 대학으로부터 자신들의 구호 노력들로 명예 학사를 받았다.

## 사망
말년 파킨슨병과 시달려 온 부시는 2018년 11월 30일 텍사스주 휴스턴에서 노환으로 인하여 94세의 나이로 사망하였다.
아내 바버라 여사가 사망한 지 7개월 만이었다. 그는 칼리지스테이션에 있는 텍사스 A&M 대학교의 서부 캠퍼스에 위치한 조지 H. W. 부시 대통령 도서관 · 박물관 옆에 부인 곁으로 안장되었다.

## 개인 생활

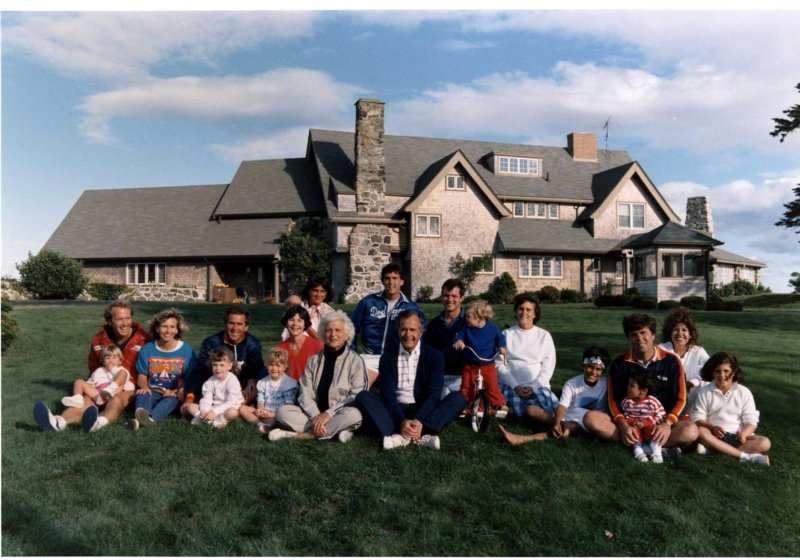
부시 가족 (메인주 케너벙크포트에서 자녀, 손주들과 함께)

1941년 부시는 바버라 피어스가 16세였을 때 컨트리클럽 댄스에서 그녀를 만났다. 앤도버에서와 미국 해군에서 부시의 시간은 대면 구애를 방지하여 그들의 관계가 "주로 편지들을 통하여 개발되었다"고 한다. 바버라 여사에 의하면 조지는 그녀가 처음이자 마지막으로 키스를 한 남자였다고 한다.
부시와 바버라는 1945년 1월 6일에 결혼하였다. 부부는 6명의 자녀 조지, 폴린, 젭, 닐, 마빈, 도로시를 낳았다. 젭은 플로리다주 주지사가 되었고, 조지는 텍사스주 주지사를 이어 미국의 43대 대통령이 되었다. 바버라 여사는 2018년 4월 17일 사망하였고, 그 역시 7개월 뒤인 11월 30일, 세상을 떠나면서 미국 역대 대통령 부부 중 유일하게 동년에 세상을 떠난 부부로 기록되었다.
조지와 바버라 부시 부부는 평생, 독실한 성공회 신자들로 부시가 전 교구위원이었던 휴스턴에 있는 세인트 마틴 성공회 교회의 일원들이었다. 그는 성공회 재단의 위원이으로 지냈고, 메인주 케너벙크포트에 있는 세인트 앤 성공회 교회의 교구위원을 지냈다.

## 일화
그는 지미 카터 전 대통령과 동갑이지만 학년으로 치면 카터보다 한 학년 선배여야한다. 일반적으로 미국에서는 9월생을 기준으로 학년을 끊기 때문에 부시는 1923년 9월 1일생부터 1924년 8월 31일생과 같은 학년(1930년 입학)이 되고, 지미 카터는 1924년 10월 1일생으로 1924년 9월 1일생부터 1925년 8월 31일생과 같은 학년(1931년 입학)이 되기 때문이다.

## 역대 선거 결과
| 선거명      | 직책명                      | 대수 | 정당   | 득표율  | 득표수 (선거인단)    | 결과 | 당락                   |
| ----------- | --------------------------- | ---- | ------ | ------- | -------------------- | ---- | ---------------------- |
| 1964년 선거 | 상원의원 (텍사스 제1부)     | 89대 | 공화당 | 43.56%  | 1,134,337표          | 2위  | 낙선                   |
| 1966년 선거 | 하원의원 (텍사스 제7선거구) | 90대 | 공화당 | 57.07%  | 53,756표             | 1위  | 텍사스주 하원의원 당선 |
| 1968년 선거 | 하원의원 (텍사스 제7선거구) | 91대 | 공화당 | 100.00% | 110,455표            | 1위  | 텍사스주 하원의원 당선 |
| 1970년 선거 | 상원의원 (텍사스 제1부)     | 92대 | 공화당 | 46.58%  | 1,071,234표          | 2위  | 낙선                   |
| 1980년 선거 | 미국의 부통령               | 43대 | 공화당 | 50.75%  | 43,903,230표 (489명) | 1위  | 미국의 부통령 당선     |
| 1984년 선거 | 미국의 부통령               | 43대 | 공화당 | 58.77%  | 54,455,472표 (525명) | 1위  | 미국의 부통령 당선     |
| 1988년 선거 | 미국의 대통령               | 41대 | 공화당 | 53.37%  | 48,886,588표 (426명) | 1위  |                        |
| 1992년 선거 | 미국의 대통령               | 42대 | 공화당 | 37.45%  | 39,104,545표 (168명) | 2위  | 낙선                   |

## 같이 보기
- 미국의 대통령 목록